# 호커 센터

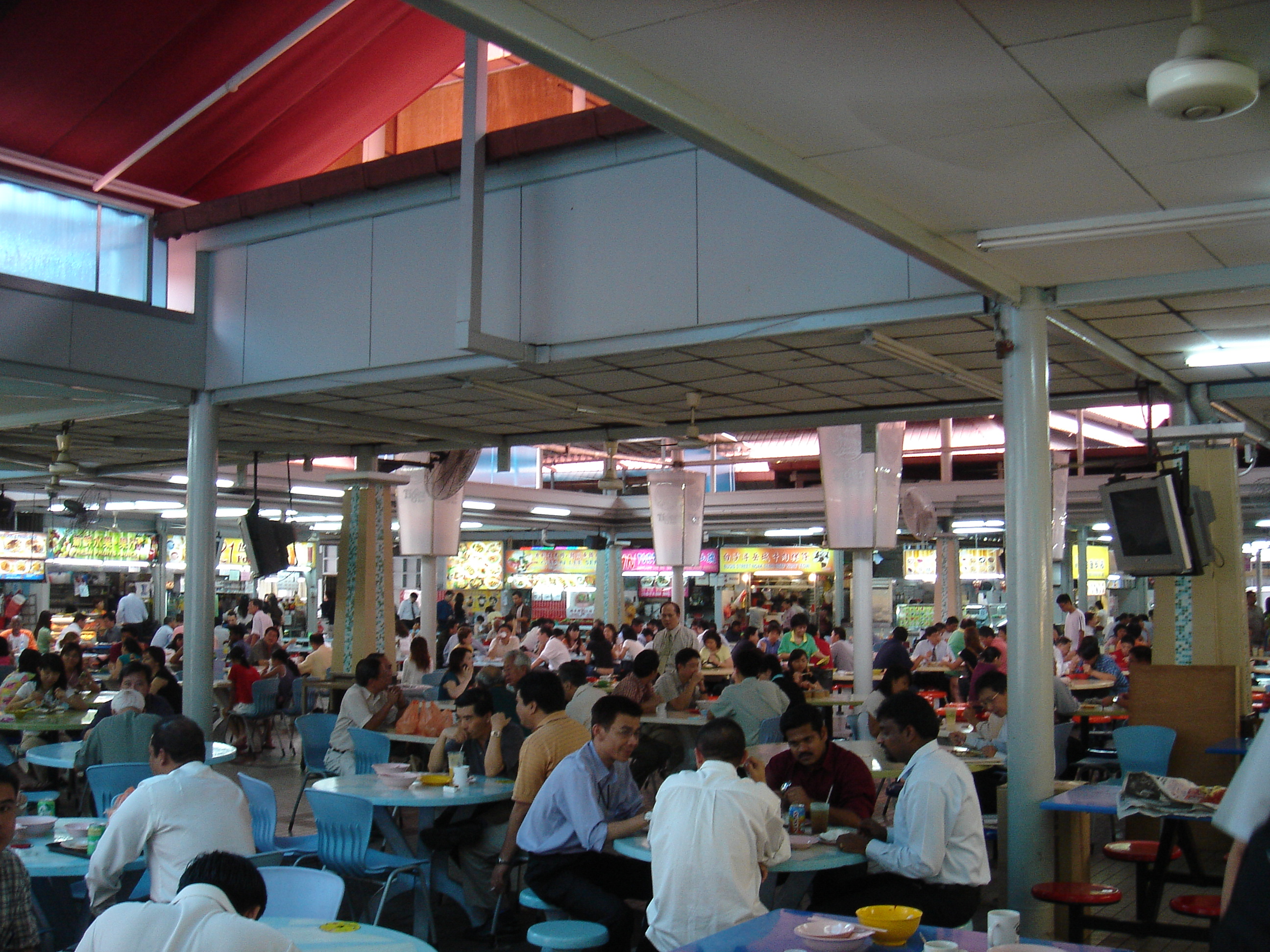
싱가포르의 호커 센터

호커 센터(영어: hawker centre, 중국어: 小贩中心, 병음: xiǎofàn zhōngxīn 또는 중국어: 熟食中心, 병음: shúshí zhōngxīn)는 홍콩, 말레이시아, 싱가포르 등의 지역에서 저가 음식점의 노점과 상점을 모은 야외 복합 시설이다. 전형적인 호커 센터는 공공 주택, 버스 터미널, 기차역 부근 등 사람이 많이 모이는 장소에 설치되어 있다.

## 나라별 호커 센터

### 싱가포르
싱가포르의 호커 센터는 1950년대와 1960년대의 급속한 도시화에 따라 도시 지역에서 생겨났다. 비면허 길거리 노점상들이 비위생적 음식 문제를 해결하기 위해 부분적으로 건설되었다.

## 같이 보기
- 차찬텡
- 다바
- 노점 (가게)
- 푸드코트
- 야시장